# Корветы типа «Нильс Юэль»
Корветы типа «Нильс Юэль» — серия из трёх корветов ВМС Дании, построенная на верфи Ольборге в 1978—1980 годах.
Названы в честь датских адмиралов Нильса Юэля (1629—1697), Ольферта Фишера (1747—1829) и Педера Торденшельда (1660—1720).
В 2009 году корабли выведены из состава флота, планируется их замена фрегатами типа «Ивер Хюитфельд».

## Двигательная установка
Двигательная установка корвета состоит из 20-цилиндрового 4-тактного дизеля экономического хода 20V956TB82 компании MTU мощностью 4800 л. с. и газовой турбины General Electric LM2500 мощностью 25 700 л. с. Скорость экономического хода 18 узлов, полного — 28 узлов. Дальность плавания экономическим ходом — 4000 морских миль, полным ходом — 1020 миль. Движитель — 2 винта переменного шага. В носовой части корабля имеется подруливающее устройство.

## Вооружение
На момент постройки корабли имели следующее вооружение:
- 1 × 76-мм артиллерийская установка «ОТО Мелара» M/71;
- 2 × 4 противокорабельных ракеты «Гарпун» (ПУ Mk 141);
- 1 × 8 зенитных ракеты «Си Спарроу» (ПУ Mk 29);
- 1 бомбосбрасыватель Mk 3 в кормовой части палубы;

В 1986 году дополнительно установлено:
- 4 × 20-мм пушки M/42 «Эрликон».

В 1990 году дополнительно установлено:
- 2-4 × ЗРК «Стингер»;
- 4 × SEAGNAT / SBROC Mk. 36 (4 х 6)

В 1993 году сняты 2 из 4 пушек M/42 «Эрликон».
Во время модернизации 1997—1999 контейнерные пусковые установки Mk 29 ракет «Си Спарроу» были заменены установками вертикального пуска Mk 48, 20-мм пушки M/42 «Эрликон» были заменены 12,7-мм пулемётами M/01. После модернизации корветы имели следующее вооружение:
- 1 × 76-мм артиллерийская установка «ОТО Мелара» M/71;
- 2 × 4 противокорабельных ракеты «Гарпун» (ПУ Mk 141);
- 2 × 6 зенитных ракеты «Си Спарроу» (УВП Mk 48);
- 4 × SEAGNAT / SBROC Mk. 36 (4 х 6)
- 1 бомбосбрасыватель Mk 3 в кормовой части палубы;
- 2 × 2 ЗРК «Стингер» M/93;
- 7 × 1 12,7-мм пулеметов M/01.

## Назначение

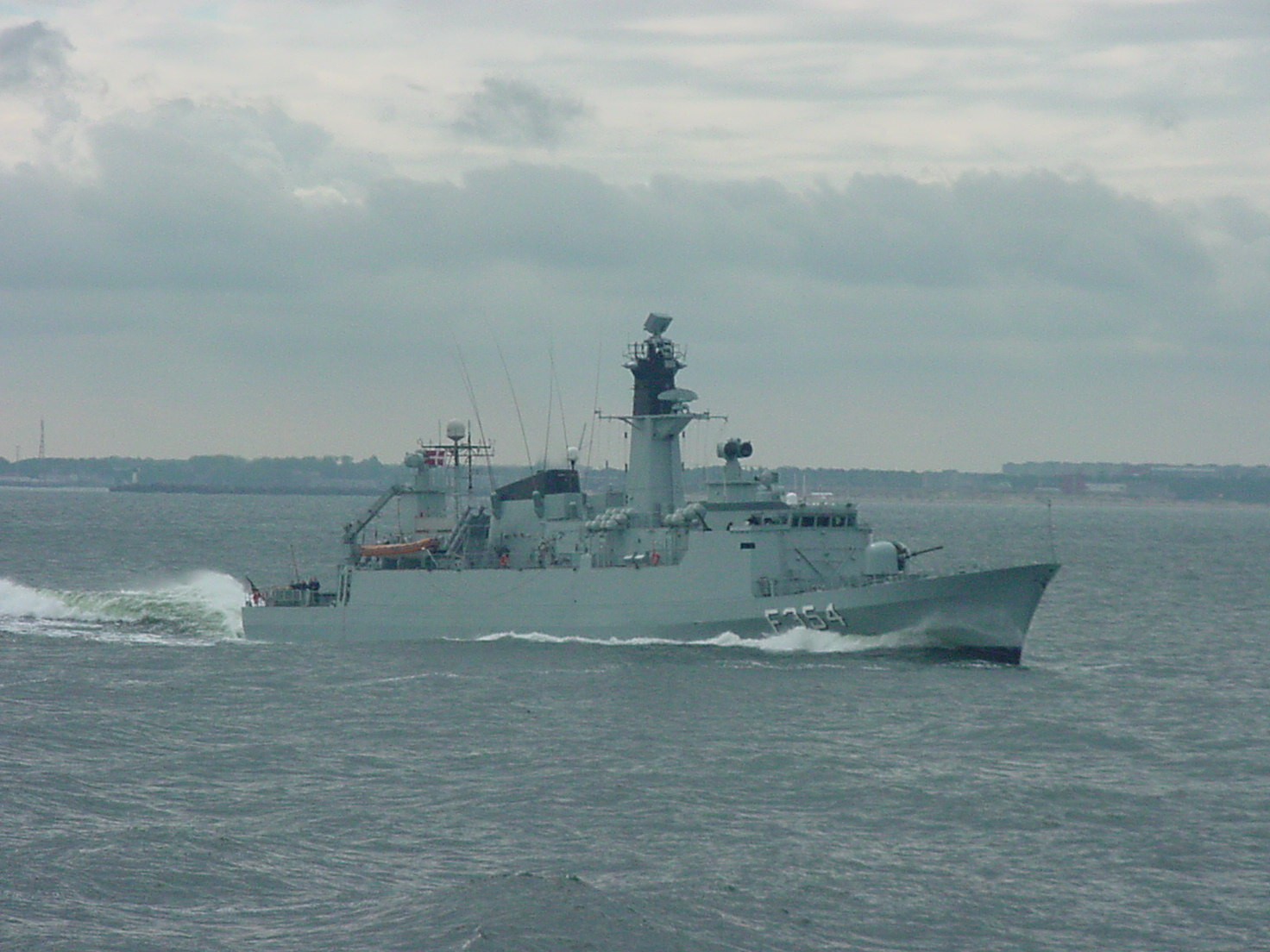
F354 «Нильс Юэль» в Балтийском море, 2005

Корветы предназначались для выполнения широкого круга задач, основной из которых в годы холодной войны считалось эскорт конвоев в стратегически важном районе датских проливов. По окончании холодной войны были переоборудованы и выполняли функции охраны прибрежных вод Дании и ведения электронной разведки. Нередко участвовали в международных операциях под эгидой НАТО, ООН и ОБСЕ и других коалиционных сил.

## Модернизация
В 1998—2000 годах прошли реконструкцию, в процессе которой установлено новое электронное оборудование, в том числе система StanFlex, поддерживающая модульную организацию вооружения и оборудования, изменяемую в зависимости от выполняемой миссии. Два универсальных слота под боевые модули установлены в кормовой части надстройки.

## Состав серии
| №    | Название           | Заложен    | Спущен     | В строю    | Списан     | Примечание                       |
| ---- | ------------------ | ---------- | ---------- | ---------- | ---------- | -------------------------------- |
| F354 | Niels Juel         | 20.10.1977 | 17.02.1978 | 26.08.1980 | 18.08.2009 |                                  |
| F355 | Olfert Fischer     | 06.12.1978 | 15.01.1980 | 16.10.1981 | 18.08.2009 | 1991 — Война в Персидском заливе |
| F356 | Peter Tordenskiold | 05.12.1979 | 30.04.1980 | 02.04.1982 | 18.08.2009 |                                  |